# تاريخ الاحتمال
تاريخ علم الاحتمال علم الاحتمال له تعريفات عديدة تخلتف باختلاف المجال العلمي: العرفي والرياضي ودرجة التصديق وغير ذلك. قد ذكر رودولف كارناب في كتابه «الأسس المنطقية للاحتمال» أن تعريفات الاحتمال كثيرة، وقد نقل عن العالم النمساوي إرنست ناغل (1901 - 1985) في كتابه «المبادئ» محاولته فرز التعريفات في ثلاث مجموعات:
1. المفهوم الكلاسيكي للاحتمال، والموضوع من قبل «لاپلاس».
2. مفهوم الاحتمال بوصفه علاقة ضرورية موضوعية منطقية بين مفردات الاحتمال (Certain Objective Logical Relation)، ويقف على رأس هذه المجموعة «جون كينز» و«هارولد جيفري».
3. مفهوم الاحتمال بوصفه تكراراً نسبياً (Relative Frequncy)، ويبرز ضمن هذه المجموعة دور «ريتشارد فون مايسز» و«هانز رايشنباخ» الذين لعبا دوراً بارزاً في «دائرة فينا» الفلسفية.

ثم بسط «كارناپ» الكلام حول مفهومين للاحتمال «إحصائي» و«استقرائي».
بدأت الأبحاث الأولية لنظرية الاحتمال في البحث العلمي الغربي في آواخر القرن الخامس عشر، وبالتحديد عام (1494)، حين نشر الرياضي الإيطالي «لوسا پاسيولي» «Luca Pacioli»ا (1445 - 1514) عمله «Summa de Arithmatica» والذي ناقش فيه ألعاب الحظ.
قدم الرياضي الإيطالي «جيرولامو كاردانو» «Girolamo Cardano»ا (1501 - 1576)في عمله «Liber de Ludo Aleoe»، والمنشور عام (1663)، جملة من القواعد المساعدة في حل مشكلات ألعاب الحظ، وتبعه في ذلك مواطنه عالم الرياضيات نيكولو فونتانا تارتاغليا (1500 - 1557).
|أشكال التوافقية وإحصاءات[مبهم] وضعت من قبل علماء الرياضيات العرب الذين درسوا التشفير بين القرن 8 و 13 كتب الخليل (717-786) كتاب في المعمى (مفقود الآن) الذي يحتوي على أول استخدام للتباديل والتوليفات لإدراج جميع الكلمات العربية الممكنة مع وبدون حروف العلة. كان الكندي (801-873) أول من استخدم الإحصائيات لفك تشفير الرسائل المشفرة وطور أول خوارزمية لكسر الشفرة في بيت الحكمة في بغداد، بناءً على تحليل التردد. كتب كتابًا بعنوان (مخطوطة في فك رموز رسائل التشفير) ، يحتوي على مناقشات مفصلة حول الإحصائيات.  إحدى المساهمات المهمة لابن عدلان (1187-1268) في حجم العينة لاستخدام تحليل التردد.
ثم كان للفيزيائي الفلكي الإيطالي «جاليليو جاليلي» (1564 - 1642) عام (1606) إسهام في حل مشاكل ألعاب الحظ والقمار كان قد ضمنه في رسالة له إلى صديق مقامر استشاره في ثلاث مشاكل حول ألعاب الحظ.
وفي أوائل القرن السابع عشر، برز اسم الفيلسوف الإنجليزي «فرنسيس باكون» (1561 - 1626) الذي يعد بعد الفيزيائي الإنجليزي «وليم جلبرت» (1544 - 1603) والفيزيائي الفلكي الإيطالي «جاليليو جاليلي» من أبرز المنادين بالمنهج الاستقرائي وذلك في كتابه «الأورجانون الجديد» (المنشور 1620) الذي ثار فيه على أرسطو وحاول وضع منطق جديد يحل محل المنطق الآرسطي.
لكن هذه الإسهامات ظلت أولية وهامشية بالنسبة إلى حقيقة البحث في نظرية الاحتمال، والذي لم يتحدد بحدوده العلمية المقننة حتى النصف الثاني من القرن السابع عشر حين أرسل «شيفلييه دي ميريه» في صيف (1654 م) إلى العالم الفرنسي «بليز پاسكال» (1623 - 1662) يسأله عن الجواب الرياضي الدقيق لمسألتين نشأتا له أثناء المقامرة، عرفت مشكلتهما فيما بعد ب - «مشكلة النقاط»، والمسألتان هما:
1 - ما هو أقل عدد من الرميات يستطيع المرء بعدها أن يتوقع أن يظهر رقم «6» في زهرتي اللعب معاً؟
2 - إذا أوقف اللاعبان لعبهما مختارين قبل نهاية الدور، وبحثاً عن تقسيم عادل لما جاء به الحظ لكل منهما، فما نصيب كل منهما تبعاً لكسبه الدور في ذلك الوقت؟
بعد ذلك تبادل «پاسكال» الرسائل حولها مع الرياضي الفرنسي «پيير دو فيرما» (1601 - 1665)، وتوصل «پاسكال» - الذي وقف في حله للمسالة عند حد لاعبين اثنين - إلى الإجابة عن المسألتين، واجاب «دي ميريه» الجواب الصحيح القائم على أساس رياضي، وتوصل إلى اكتشاف طريقتين من طرق حساب الاحتمالات، واكتشف ثالثتهما «فيرما» الذي لم يحصر منهجه بعدد معين من اللاعبين، والذي اعترف له «پاسكال» بسلامة منهجه هذا. وكانت هذه الاجابات عبارة عن أول اشتراك مفصلي للرياضة في نظرية الاحتمالات وطريقة حسابها.
وأثناء حله لـ«مشكلة النقاط»، اكتشف «پاسكال» اداة لحساب «التوافيق» عرفت فيما بعد في الرياضيات ب - «مثلث پاسكال»، وكان ل«مثلث پاسكال» هذا دور بارز في تحقيق قفزة لصالح نظرية الاحتمال؛ لاعتمادها بشكل أساس على «التوافيق» و«التباديل» كما سيتضح ان شاء الله لدى الحديث عن جزئياتها الرياضية.
واثر أعمال «پاسكال» و«فيرما» غير المنشورة هذه، تشجع العالم الدانماركي «كريستيان هايكنز»(1629 - 1695) على نشر عمل صغير له حول الاحتمالات في دائرة ألعاب الحظ والنرد نشره في نهاية كتاب مدرسي في مادة الرياضيات، وقد ضمن عمله هذا 14 نظرية في حل ألعاب الحظ، تاركاً خمسة منها بلا حل ليقوم بوضع حل لها (برنولي) على ما يأتي.
وفي سنة (1679) - أي بعد وفاة «پاسكال» ب(17) عاما -، نشرت ثلاث من الرسائل المتبادلة بينه وبين «فيرما» بعدان كانت قد كتبت سنة (1654). ثم اعيد نشر هذه الرسائل لاحقا ضمن مجموعة مؤلفات «پاسكال» عام (1819).
وفي سنة (1666)، اكتشف العالم الإنجليزي «اسحاق نيوتن» (1642 - 1727) نظام العد الخاص به، ولكنه تأخر في نشره إلى العام (1687 م).
وقد تمكن الرياضي والفيلسوف الألماني «جوتفريد ويلهلم لايبنتيز» (1646 - 1716) سنة (1675) من اكتشاف المباديء الأساسية لحساب اللامتناهيات بشكل مستقل عن «نيوتن»، لكنه نشرها قبل نشر«نيوتن» لاعماله بثلاث سنوات أي عام (1684).
ثم بعد ذلك برز دور العالم السويسري «جايمس برنولي» (1654 - 1705) في ((332)) كتابه «فن التخمين» والذي نشره ابن أخيه «نيكولا برنولي» سنة (1713 م)، أي بعد ثمان سنوات من وفاة عمه، ويقع الكتاب في أربعة أجزاء، يحظى الجزء الأخير منها - على الرغم من انه تركه ناقصاً - باهمية كبرى في مجال تطور نظرية الاحتمالات، وقد تضمن الكتاب بالإضافة إلى اكتشاف «برنولي» لقانون التوزيع في «الاعداد الكبيرة»، حلا لخمس من المسائل التي كان «كريستيان هايكنز» قد تركها بلا حلول كما تقدم.
وقد ساهم - إلى جانب «برنو» - في تطوير المسائل الرياضية التي أدت فيما بعد إلى بلورة وصياغة نظرية الاحتمال، «مونمور» (1678 - 1719) في كتابه عن الحظوظ، والرياضي الفرنسي «ابراهام دو موافر» (1667 - 1754) وهو من اصدقاء «اسحاق نيوتن»، حيث نشر على التوالي سنة (1718)، (1738)، (1756) مساهماته في الاحتمال ضمن كتابه في المصادفة «مبدا الفرص».
وفي هذه الفترة، بدأ «دايفد هيوم» (1711 - 1776) بتقويم المنهج الاستقرائي، عبر ما بحثه في مسالتي «العلية» و«القضايا التجريبية».
ثم ياتي دور الرياضي الفرنسي «جين لورون دلامبير» (1717 - 1783) ليثير نقدا على حساب الاحتمالات.
وعام (1763)، نشر كتاب الرياضي الإنجليزي «توماس بايز» (1702 - 1761)، وكان «باي» من رواد نظرية الاحتمال حتى صارت له مبرهنة خاصة في الاحتمال عرفت ب«مبرهنة بايز».
وفي سنة (1785)، نشر السياسي والرياضي الفرنسي «ماري كوندورسيه» (1743 - 1794) أهم أعماله، وهو عبارة عن دراسة له حول نظرية الاحتمال.
وسنة (1794) نشر «انسيون»((333)) كتابه حول حساب الاحتمالات، وكانت ملاحظاته منطلقا لمساهمة «كينز» في القرن العشرين.
وكان للرياضي والفيزيائي الألماني «كارل فريدريك جاوس» (1777 - 1855) دور بارز في تحديد أساسيات توزيع الاحتمال حتى لا يزال «المنحنى» البياني للاحتمال يحمل اسمه.
ثم كان للرياضي الفرنسي «سيميون دنيس پواسون» (1781 - 1840) دور في توضيح هذه النظرية، وصار له توزيع في نظرية الاحتمال عرف ب«توزيع پواسون».
وساهم في نظرية تكرار الحدوث، الفلكي والرياضي الفرنسي «پيير سيمون لاپلاس» (1749 -1827) عام (1812 م)، في كتابه «النظرية التحليلية للاحتمالات» حتى عدت أعمال «لاپلاس» الإسهامات الأساس في بلورة نظرية الاحتمال التي دخلت بفضل أبحاثه عصراً جديداً، وتلاه عام(1814) ب«بحث فلسفي حول الاحتمالات».
وفي هذه الفترة ظهرت بعض المحاولات لتقنين نظرية الاحتمال، منها محاولات المنطقي والرياضي الإنجليزي «دومورجان» (1806 - 1871) سنة (1837) في كتابه «نظرية الاحتمالات» ومحاولات الرياضي الإنجليزي «جورج بول» (1815 - 1864) - واضع أول نظام متكامل لمنطق الاحتمال - الذين عملأعلى التاسيس للمنطق الرمزي.
وفي عام (1843) اصدر الفيلسوف الإنجليزي «جون ستيوارت مل» (1806 - 1873) الكتاب الذي اذاع شهرته، وهو «نسق في المنطق»، والذي كان الشيء الجديد فيه بالنسبة إلى عصره، معالجته للاستقراء معالجة جادة.
وفي السنة نفسها صاغ الاقتصادي والرياضي الفرنسي «انطوان اوجستان كورنو»(1801 - 1877) نظرية خالصة للمصادفة في كتابه «شرح نظرية الصدف والاحتمالات»، واقام بناء فلسفيا على تصوره الموضوعي للمصادفة.
وفي هذا العام أيضا نشر «اليس» في مجال الاحتمال كتابه «الاسس»، وكان أول من نادى بنظرية تكرار الحدوث المحدودة في منتصف القرن التاسع عشر ((334)).
وقد وضع المنطقي الإنكليزي «جون فن» (1834 - 1923) عام (1866) شرحاً مطولاً لاعمال «لاپلاس» المتقدمة في كتابه «منطق الصدف»، وتوصل «فن» إلى وضع مخطط للاحتمالات الممكنة صار يسمى ب«مخطط فن». كما أن نظرية تكرار الحدوث صارت ترتبط باسم «فن» بعد أن كان «اليس» أول المنادين بها.
واضاف إلى أعمال «لاپلاس» اضافات هامة فيما بعد الأمريكي «تشارلز پيرس» (1839 -1914) في أوائل القرن العشرين في «الاوراق المجموعة».
وقريب سنة (1874)، توصل مؤسس مدرسة «بطرس بورغ» الرياضية، الرياضي الروسي «تشبيشف» (1821 - 1894) إلى صياغة برهان بسيط ودقيق لقانون الأعداد الكبيرة ل«برنولي» ((335)).
وفي هذه الفترة برز الرياضي الروسي اندريه ماركوف (1856 - 1922) الذي اختص بالاحتمال، وتوصل إلى ما عرف بسلاسل ماركوف.
وابتداء من النصف الثاني من القرن التاسع عشر، تعاظم تطبيق المناهج الاحصاية في العلم، فتنامى التركيز على المفهوم الإحصائي للاحتمال.

## بدايات البحث المنطقي
في بداية القرن العشرين، بدا البحث في نظرية الاحتمال ياخذ - إلى جانب بعده الرياضي - بعدا فلسفيا منطقيا. وقد سرع في ذلك سير البحث الرياضي عموما نحو الجانب المنطقي. ففي العام (1908)، تعرض الفيلسوف والرياضي الفرنسي «هنري بوانكاريه» (1854 - 1912) إلى فلسفة المصادفة في كتابه «العلم والمنهج».
وبين العامين (1910) و(1913)، ظهرت باكورة العمل المشترك بين الفيلسوف الإنكليزي «برتراند رسل» (1872 - 1970) واستاذه ومواطنه الرياضي «الفرد نورث وايتهد» (1861 - 1947) في ثلاثة مجلدات باسم «اصول الرياضيات» تاسيسا منهما للمنطق الرياضي. وقد عده بعض الباحثين من اعظم الأعمال الفكرية في تاريخ الفكر البشري ((336))، وكان «راسل» قد سبق ذلك بكتاب «مبادئ الرياضيات» عام (1903).
ثم تعرض «راسل» سنة (1912) لمشكلة الاستقراء في كتابه «مشكلات الفلسفة»، تحت عنوان «في الاستقراء».
وفي عشرينات القرن العشرين، طرح امثال عالم الإحصاء الإنجليزي «رونالد فيشر» (1890- 1962) والرياضي النمساوي «ريتشارد فون مايسز» (1883 - 1953) والفيلسوف الفيزيائي الألماني «هانز رايشنباخ» (1891 - 1953) مفاهيم جديدة عن الاحتمال تتفق مع مدلوله الإحصائي لا الاستقرائي.
وسنة (1921) بذل عالم الاقتصاد «جون ماينار كينز» (1883 - 1946) أول محاولة لإعادة احياء مفهوم الاحتمال القديم في كتابه «مقال في الاحتمال» ((337))، وتلاه الجغرافي والفلكي الإنجليزي «هارولد جفريز»(1891 - 1989) عام (1939 م) في كتابه «نظرية الاحتمال» في رفضه لمفهوم الاحتمال الإحصائي، وإلى جانبهم الشاب «فرانك رامزي» (1903 - 1930) متصديا لمحاولات «هيوم» في هدم التجريبية والاستقراء. وقد شكل هؤلاء حركة عرفت باسم «البيزية» نسبة إلى العالم متقدم الذكر «توماس بايز». وكان «رامزي» شديد النقد ل«رسل» و«وايتهيد» في كتابهما «اصول الرياضيات»، وقد جمعت مقالاته بعد وفاته ونشرت عام(1931) تحت عنوان «اسس الرياضيات وبحوث منطقية أخرى».
وكان للعالم السوفييتي «أندريه كولموغوروف» (1903 - 1987) عام 1933 دور بارز في تحديد أنظمة العد التي تعتمد عليها نظرية الاحتمال، إضافة إلى تحديده شروطا يجب أن يحققها الاحتمال، فتحدث عن «الفضاء العيني» و«الاحداث».. وقد عد عمل «كولموغوروف» مساهمة هامة في تطور نظرية الاحتمال.
وفي العام التالي، أي (1934 م)، يطلع علينا فيلسوف العلم النمساوي - الإنجليزي «كارل پوپر» (1902 - 1994) بكتابه «منطق البحث» أو «منطق الكشف العلمي» - كما اسماه في طبعته الإنجليزية - ،والذي لم ير فيه ان الاستقراء دليل مفيد لليقين، بل اعتقد أن الصعوبات المتعددة للمنطق الاستقرائي لا يمكن تخطيها.وكان «پوپر» شديد التحامل على الاستقراء حتى لا تكاد تخلو مقالة أو محاضرة له من هجوم على الاستقراء الذي كان يعده خرافة.
وفي العام (1935)، ينشر «هانز رايشنباخ» المتقدم الذكر كتابه «نظرية الاحتمالات»، والذي يبحث فيه حول الاستقراء.
وفي هذه الفترة توالت أعمال مجموعة من العلماء عملوا على التاسيس لبدهيات ((338)) الاحتمال، وكان منهم «فردريك وايزمان» سنة (1931)، «ستيفان مازركيوز» عام (1932)، «جنينا هوزياسون» (1940) و(1941)، «كوپمان» (1940)، «رايت» (1941).
وفي عام (1941) انصرف الفيلسوف الألماني «رودولف كارناپ» (1891 - 1970) إلى دراسة الاستقراء ومشكلاته.
وفي هذه الفترة تمكن الفيلسوف الإنجليزي «تشارلي دنبر برود» (188ؤرلاىة وزلاتنوم7 - 1971) من التاسيس لبدهيتي «الاتصال» و«الانفصال» واللتين نقلهما عنه «رسل» في كتابه الاتي.
وفي سنة (1945)، طلع «كارناپ» بمقالة له تحت عنوان «في المنطق الاستقرائي» نشرها في مجلة «فلسفة العلم»، وأخرى عام (1947) تحت عنوان «في تطبيق المنطق الاستقرائي».
وفي عام (1948 م)، يعود «برتراند راسل » إلى الساحة مع كتابه «المعرفة الإنسانية.. مداها وحدودها» والذي خصص حوالي (80) صفحة منه للبحث حول نظرية الاحتمال. وقد لعب هذا الكتاب دورا بارزا في نقل أفكار القارة الغربية إلى الشرقية كما ياتي ان شاء الله.
وفي العام نفسه قدم الفرنسي «پوي سيرفيان» ثلاثة أعمال له حول الاحتمال: «الاحتمالات والفيزياء»، «الاحتمال والكمات» و«الصدفة والرياضيات» (مقال).
ثم اعقبهما «وليم نيل» بعمله «الاحتمال والاستقراء» عام (1949).
وعام (1950) ظهرت إحدى اعمق الدراسات حول الاحتمال والاستقراء، وذلك في كتاب «كارناپ» «الاسس المنطقية للاحتمال» الذي تناول فيه المسالة بعمق وتخصص، بعد أن كان «كارناپ» - كما ذكرنا سابقا - قد انصرف إلى مشاكل الاحتمال والاستقراء منذ (1941).
وبعد ذلك بعام (1951) نشر «كارناپ» «الطبيعة وتطبيق المنطق الاستقرائي». وفي العام نفسه نشر الدكتور المصري زكي نجيب محمود (1905 - 1993) كتابه المعروف «المنطق الوضعي» الذي تعرض في الفصل الأخير منه إلى حساب الاحتمالات، ذاكرا بعض ما عند القوم من نظريات، لكن دون أن ياتي بجديد في المضمار.
وفي عام (1952) اردف «ردولف كارناپ» كتابه السابق ب«سلسلة المناهج الاستقرائية». كما وبحث الفيلسوف الإنجليزي المعاصر «پيتر فريديريك ستراوسون» (1919 -..) مشكلة الاستقراء، محاولا الغاءها في فصل من كتابه «مقدمة نحو النظرية المنطقية».
ولم يكتف «كارناپ» بذلك، فاضاف عام (1955) إلى جهوده جهدا آخر في «الاحتمال الإحصائي والاحتمال الاستقرائي».
وعام (1957 م) كتب «سلمون» مؤلفه أي «هل علينا محاولة تبرير الاستقراء؟».
وعام (1965 م) كتب «هاكينغ» مؤلفه «اثبات سلمون للاستقراء»، ثم ناقش «ليفي» «سلمون» و«هاكينغ» معا في «هاكينغ وسلمون حول الاستقراء».
وفي عام(1966) كتب«سكايرمس» مقدمة حول مشكلة «التدليل»، وجمع «فوستر» و«مارتن» معظم المقالات في هذا المجال في كتابهما «Probability, Confirmation and Simplicity».
وفي العام نفسه كتب د. محمود زيدان - الذي صدرت عنه عام (1978 م) الترجمة الموجزة لكتاب «الاسس المنطقية للاستقراء» إلى اللغة الإنجليزية - كتابه «الاستقراء والمنهج العلمي».
وعام (1967 م)، ناقش «اسحاق ليفي» قواعد القبول الاستقرائية في كتابه «المقامرة مع الحقيقة».
وفي عام (1972م) كتب محمد باقر الصدر كتابه (الأسس المنطقية للاستقراء)والذي طور فيه نظرية الاستقراء وذكر نظريته الجديدة التي أطلق عليها اسم (المذهب الذاتي).